# Gelis drassi
Gelis drassi là một loài tò vò trong họ Ichneumonidae.